# 戈爾登格萊茲 (佛羅里達州)
戈爾登格萊茲（英語：Golden Glades）是位於美國佛羅里達州邁阿密-戴德縣的一個人口普查指定地區。

## 地理
戈爾登格萊茲的座標為25°54′46″N 80°11′52″W / 25.91278°N 80.19778°W，而該地最高點為海拔高度1米（即3英尺）。

## 人口
根據2010年美國人口普查的數據，戈爾登格萊茲的面積為12.90平方千米，當中陸地面積為12.70平方千米，而水域面積為0.20平方千米。當地共有人口33145人，而人口密度為每平方千米2,569人。